# 이승빈
이승빈(본명: 이재경, 1979년 12월 28일 ~ )은 대한민국의 배우, 가수이다.

## 학력
- 1995년 ~ 1998년 안양예술고등학교 연극영화과
- 1998년 ~ 2003년 순천향대학교 연극영화과 학사

## 경력
- 1997년 그룹 Salt 멤버

## 출연

### 방송

#### 드라마
- 2007년 MBC 《에어시티》 - 위조 지폐범 역
- 2008년 KBS 2TV 《바람의 나라》 - 정명 역
- 2019년 네이버TV 《사회인》 (웹 드라마) - 박 대리 역
- 2021년 KBS 1TV 《국가대표 와이프》
- 2022년 헤븐리 《깨물고 싶은》 (웹 드라마)
- 2022년 SBS 《왜 오수재인가》 - 오영재 역

### 영화
- 2000년 《물고기자리》 - 용재 역

### 공연

#### 연극
- 2019년 《연애하기 좋은 날》 (2019.11.27~2020.01.05)

### 뮤직비디오
- 2010년 퀸즈 - 〈아파〉

### 광고
- 2004년 바이어스도르프 니베아 데오드란트
- 2005년 배상면주가 산사춘 아자
- 2008년 푸르덴셜생명보험

## 음반

### 정규

#### 노래
- 1997년 Salt 《Revolution》
  - 〈용서〉
  - 〈Mr. Kim〉
  - 〈낭만파〉
  - 〈달수의 사랑〉
  - 〈눈빛만으로도〉
  - 〈Boom Bara Boom〉
  - 〈Beautiful Woman〉
  - 〈To Love〉
  - 〈이별... 그리고 아픔〉
  - 〈용서〉